# Iziaq Adeyanju
Iziaq Adeyanju (auch Iziak Adeyanju; * 24. Februar 1959) ist ein ehemaliger nigerianischer Sprinter.
Bei den Commonwealth Games 1982 in Brisbane erreichte er über 100 m das Halbfinale und gewann mit der nigerianischen Mannschaft Gold in der 4-mal-100-Meter-Staffel. 1984 kam er bei den Olympischen Spielen in Los Angeles mit der nigerianischen 4-mal-100-Meter-Stafette ins Halbfinale.
Bei den Olympischen Spielen 1988 in Seoul erreichte er über 100 m das Halbfinale und über 200 m das Viertelfinale. In der 4-mal-100-Meter-Staffel schied er mit dem nigerianischen Team im Halbfinale aus.

## Bestzeiten
- 100 m: 10,30 s, 30. Juni 1988, Bauchi (handgestoppt: 9,9 s, 2. Juli 1988, Bauchi)
- 200 m: 20,67 s, 16. April 1988 Fayetteville